# Celluliter

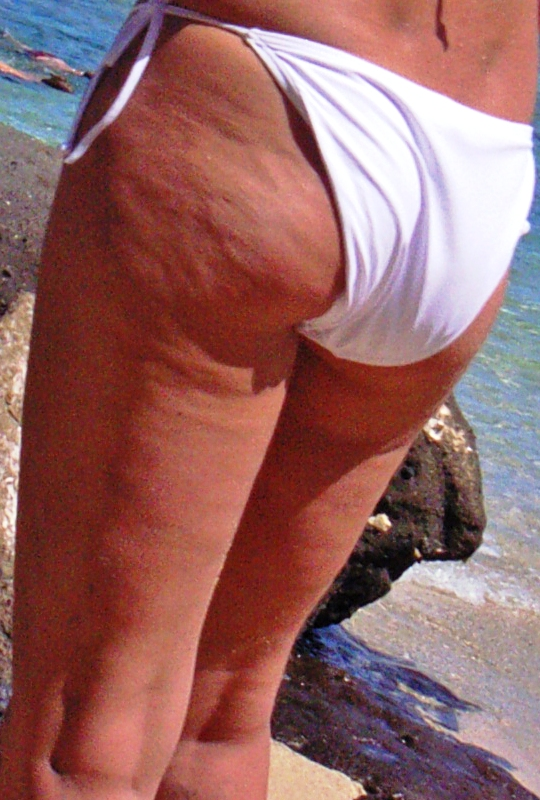
Celluliter på stjärt och lår.

Celluliter, apelsinhud eller gynoid lipodystrofi (latin: adiposis edematosa), är ett tillstånd när underhudsfett klumpar ihop sig under huden, huvudsakligen över skinkor och lår. Det drabbar framför allt kvinnor efter puberteten. Tillståndet är endast kosmetiskt och inte beroende av fetma.
Namnet celluliter kommer från franskan; det beskrevs i den franska litteraturen för cirka 150 år sedan. Det var dock Nicole Ronsard som 1972 publicerade bästsäljaren Cellulite: those lumps, bumps and bulges you couldn't lose before som gjorde att människor började oroa sig över huruvida de hade celluliter eller inte.

## Fettvävnaden
Ultraljudsundersökningar har visat att celluliter är bråckliknande förtätningar i fettvävnaderna, som framträder under huden. En teori är att detta beror på att fettvävnanden under en tid sträcks ut, såsom vid viktuppgång, och att sträckningen inte får ett jämnt resultat. Celluliter kan uppkomma på hela kroppen, där det finns underhudsfett, men särskilt på kroppsdelar där kvinnor på grund av sina kvinnliga könshormoner lägger på sig fett. 
En annan teori är att det är ett ödem i underhudsfettet. En tredje teori är att celluliter uppstår på grund av försämrad cirkulation i vener och lymfatiska systemet. Celluliterna kan ha olika svårighetsgrad. För somliga syns celluliterna endast om huden trycks samman eller musklerna spänns. För andra syns de även vid avslappnat tillstånd. På avstånd ser celluliter ut som ojämnheter i huden, huden är inte längre slät utan att tillståndet beror på rynkor. Omkring 90 procent av alla kvinnor får celluliter, särskilt kvinnor av västerländsk härkomst, men också män med hormonrubbningar såsom hypogonadism och testosteronbrist.
Det finns inga vetenskapliga bevis för att någon metod hjälper mot celluliter. Mängden celluliter är oberoende av kroppsvikt och kroppsfett, men celluliterna syns mer vid fetma. Många behandlingar inriktar sig därför på att minska underhudsfettet.